# 五苯基磷
五苯基磷是一种正膦，由五个苯基和一个中心磷原子组成，它的氧化态为+5。五苯基磷的化学式为P(C6H5)5，简称Ph5P，其中的Ph是苯基。它是由格奥尔格·维蒂希在1949年发现和报告的。

## 制备
五苯基磷可以由苯基锂和四苯基溴化鏻或四苯基碘化鏻反应而成。

## 性质
五苯基磷的分子结构为三角双锥。它是单斜晶系的，晶格参数a=10.03、b=17.22、c=14.17 Å和β=112.0°，空间群Cc。五苯基磷也可以被溶剂溶剂化。
它和四氢呋喃产生的晶体是三斜晶系的，空间群P1，晶格参数a=10.095、b=10.252、c=12.725 Å，α=71.21、β=76.98、γ=87.12。它也可以和环己烷或苯形成溶剂晶体。

## 反应
五苯基磷加热分解成联苯和三苯基膦。
五苯基磷和酸性氢反应，产生四苯基鏻阳离子和苯。举个例子，五苯基磷和羧酸、磺酸反应，产生对应的四苯基鏻羧酸盐或磺酸盐。
五苯基磷会把苯基转移给有机汞化合物和有机锡化合物。举个例子，它和苯基氯化汞反应，产生二苯基汞和四苯基氯化鏻。它和三丁基氯化锡的反应会产生三丁基苯基锡。不过，五苯基磷和二氟三苯基铋、二氯三苯基铋或二溴三苯基铋的反应只会产生三苯基铋和氟苯、氯苯或溴苯。这可能是因为四苯基卤化铋（Ph4BiF、Ph4BiCl、Ph4BiBr）会自发分解导致的。

## 扩展阅读
- Zykova, A.R.  [Reaction of Pentaphenylphosphorus with Hexachloroplatinic Acid]. Bulletin of the South Ural State University Series "Chemistry". 2021, 13 (1): 31–38. doi:10.14529/chem210103  （俄语）.
- Hoffmann, Roald; Howell, James M.; Muetterties, Earl L.  (PDF). Journal of the American Chemical Society. May 1972, 94 (9): 3047–3058  [2021-07-27]. doi:10.1021/ja00764a028. （原始内容 (PDF)存档于2020-01-10）.